# Westelijk Canada

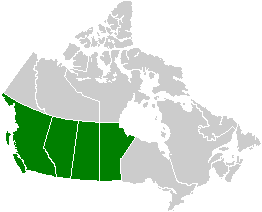
Westelijk Canada

Westelijk Canada (Engels: Western Canada) is een regio van Canada, meestal gedefinieerd als de provincies ten westen van Ontario. De volgende provincies (van west naar oost) maken delen uit van Westelijk Canada:
- Brits-Columbia
- Alberta
- Saskatchewan
- Manitoba

De laatste drie genoemde provincies noemt men ook wel de Prairieprovincies.

## Geografie
Het westen van Brits-Columbia grenst aan de Grote Oceaan. Alberta en Saskatchewan zijn geheel omgeven door land. Manitoba heeft een kleine grens met de Hudsonbaai. 
Het klimaat van Brits-Columbia is mild, met regenachtige winters. Het zuiden van Alberta heeft te maken met de Chinook, maar net als in Saskatchewan en Manitoba kan ook daar extreem winterweer voorkomen met temperaturen tot onder de -30°C. De zomers in Alberta zijn meer wisselvallend, met plaatselijk veel onweer, terwijl Saskatchewan en Manitoba vaak hete zomers hebben.

## Demografie
Ongeveer 30% van de totale Canadese bevolking woont in Westelijk Canada. De grootste steden zijn:
- Vancouver (BC) (2.208.300 inwoners)
- Victoria (BC) (334.700 inwoners)
- Calgary (AB) (1. 038.700 inwoners)
- Edmonton (AB) (1.016.000 inwoners)
- Winnipeg (MB) (706.900 inwoners)
- Regina  (SK) (199.000 inwoners)
- Saskatoon (SK) (235.800 inwoners)